# Cirsium latifolium
Cirsium latifolium là một loài thực vật có hoa trong họ Cúc. Loài này được Lowe mô tả khoa học đầu tiên năm 1831.